# フィラメル (防護巡洋艦)
フィラメル (英語: HMS Philomel) はイギリス海軍のパラス級防護巡洋艦の1隻である。就役後にニュージーランド海軍やオーストラリア海軍に次々と編入された経歴を持つ艦である。

## 艦歴
就役後の1896年にイギリス・ザンジバル戦争に参加した。1913年に新たに創設したニュージーランドに海軍戦隊を置くことが決められ、「フィラメル」は1914年7月15日にニュージーランド戦隊（en:New Zealand Naval Forces）に編入され、戦隊初の所属艦となった。
第一次世界大戦の勃発に伴い、「フィラメル」はニュージーランド周囲の海上警備任務に就いた。開戦初期にドイツ領サモアを占領する上陸船団を護衛した。
1915年に「フィラメル」は地中海艦隊に所属し、2月8日にトルコ軍の攻撃を受けて3名が負傷した。その後は紅海とペルシャ湾で行動した。
1917年に「フィラメル」はニュージーランドに帰還し、老朽化した本艦は練習艦として使用された。武装の一部は撤去されて特設艦船に搭載された。同年4月から1919年5月にかけて掃海艇の母艦として任務に就いた。
1921年に新設されたニュージーランド海軍に「フィラメル」は再編入され、海軍基地にて練習艦任務に就いた。1947年1月に除籍された。使える部品が外された後は海没処分された。

## 参考図書
- 「Conway All The World's Fightingships 1860-1905」（Conway）
- 「Conway All The World's Fightingships 1906–1921」（Conway）
- 「世界の艦船 増刊第46集　イギリス巡洋艦史」（海人社）